# Edward Augustus Inglefield
Sir Edward Augustus Inglefield (Cheltenham, 27 marzo 1820 – South Kensington, 4 settembre 1894) è stato un ammiraglio e pittore britannico che condusse una delle missioni di ricerca dell'esploratore artico John Franklin, scomparso negli anni 1850.
Durante la ricerca la sua spedizione mappò aree inesplorate lungo la costa del Canada settentrionale, compresi la baia di Baffin, il canale di Smith e lo stretto di Lancaster. Fu anche l'inventore del timone idraulico marino e del progetto di ancora che porta il suo nome. L'HMS Inglefield, un cacciatorpediniere della classe I, prese da lui il nome, così come la Terra di Inglefield in Groenlandia.

## Primo viaggio nell'Artide
Inglefield iniziò la ricerca partendo dalla Gran Bretagna nel luglio 1852, a bordo della Isabel di proprietà di Lady Franklin, sette anni dopo la partenza di Franklin per il suo infausto viaggio alla ricerca del Passaggio a nord-ovest. Una volta che Inglefield ebbe raggiunto l'Artide iniziò la ricerca lungo la costa occidentale della Groenlandia. Fu avvistata l'isola di Ellesmere e le fu dato il nome del presidente della Royal Geographical Society. Il canale di Smith fu percorso più a fondo di quanto mai fatto. Anche lo stretto di Jones fu setacciato, prima di approdare presso l'isola di Beechey nello stretto di Lancaster. Non fu trovata traccia della spedizione di Franklin. Prima che l'inverno obbligasse Inglefield a fare ritorno, la spedizione aveva controllato e mappato buona parte della costa orientale dell'isola di Baffin.
Nonostante non siano state trovate tracce della spedizione Franklin, Inglefield fu accolto festosamente al ritorno per i risultati ottenuti. La Royal Geographical Society gli conferì nel 1853 la Patron's Medal per la mappatura delle coste della baia di Baffin, del canale di Smith e dello stretto di Lancaster.

## Altri viaggi nell'Artide

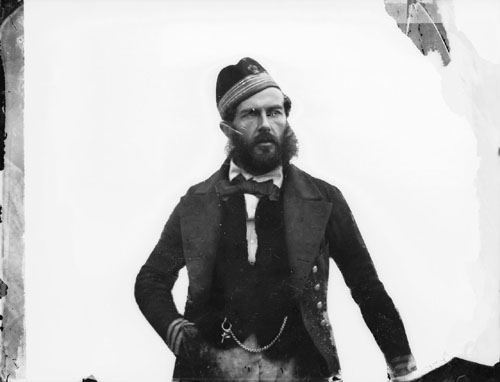
Inglefield nel 1854

Inglefield compì altri due viaggi in Artide a bordo della HMS Phoenix per continuare la ricerca della spedizione di Franklin organizzata da Sir Edward Belcher. Fece ritorno dal primo viaggio nel 1853, portando con sé il primo ufficiale ad aver attraversato il Passaggio a nord-ovest, Samuel Gurney Cresswell della HMS Investigator. Anche la Investigator era stata mandata ad unirsi alla ricerca della spedizione Franklin, ma partendo dal lato occidentale del Canada settentrionale.
Tornato in Artide l'anno seguente, il 1854, Inglefield trovò le navi abbandonate di Belcher, tranne quella con cui i componenti avevano fatto ritorno. Molti di questi uomini fecero ritorno in Gran Bretagna con Inglefield.

## Vecchiaia
Poco dopo il ritorno dall'Artide, Inglefield fu inviato a combattere nella guerra di Crimea nel Mar Nero come capitano della HMS Firebrand, con la quale prese parte all'assedio di Sebastopoli. Dopo la conclusione della guerra di Crimea capitanò molte navi e continuò a salire di grado. Nel 1869 divenne retroammiraglio e tre anni dopo fu nominato Ammiraglio Soprintendente del cantiere di Malta. In seguito arrivarono le promozioni a viceammiraglio e ad ammiraglio, tra le quali fu anche nominato cavaliere. Nel 1878 divenne Comandante in capo della North America and West Indies Station.
Inglefield si congedò nel 1885. In seguito dedicò buona parte del tempo alla pittura ed i suoi acquarelli dei paesaggi artici furono esposti presso numerose gallerie di Londra. Morì a 74 anni, nel 1894, e fu sepolto nel Kensal Green Cemetery.

## Famiglia

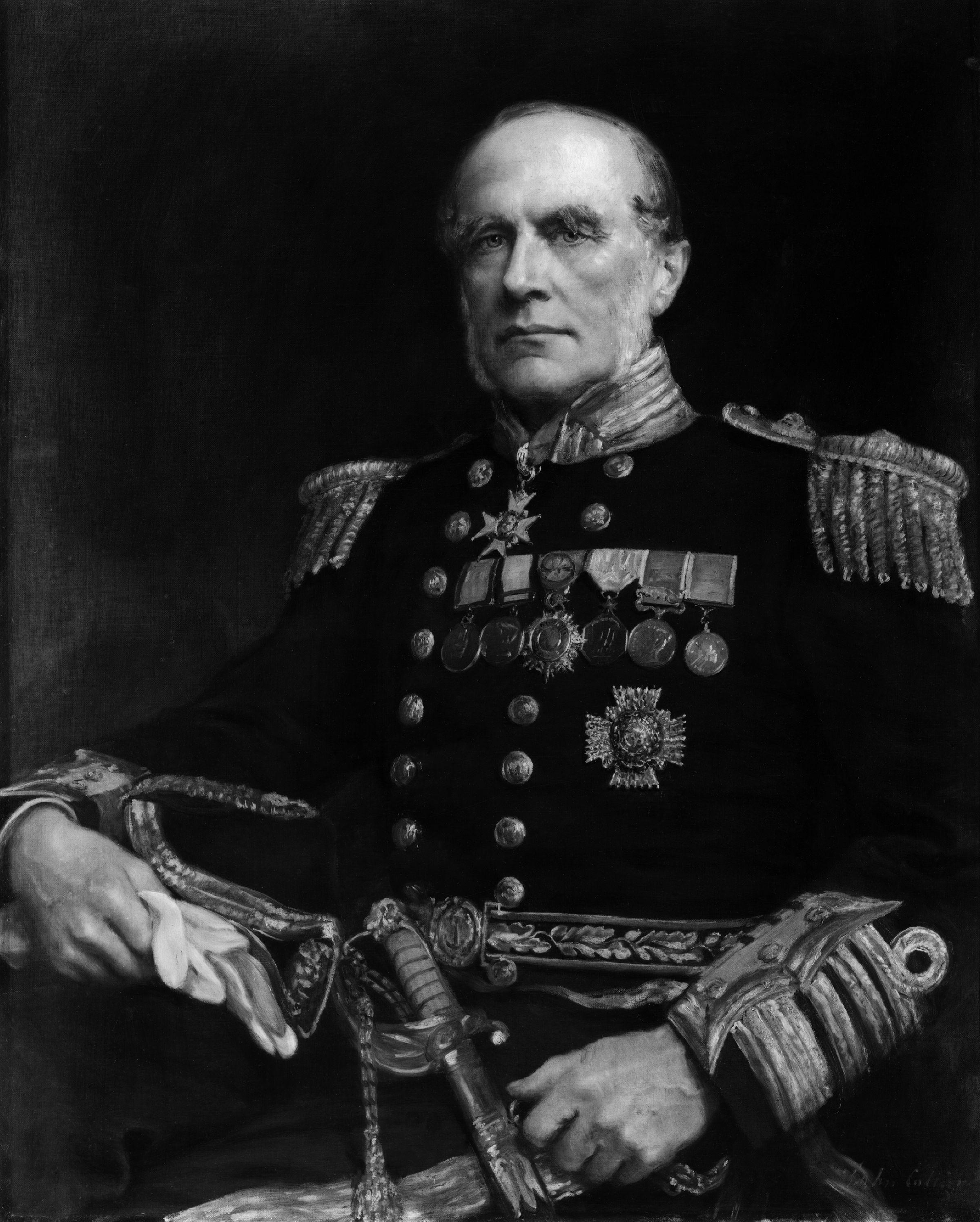
Ritratto di Inglefield eseguito da John Collier (1897)

Edward Augustus Inglefield era figlio del retroammiraglio Samuel Inglefield e padre di Henry Beaufort Wilmot Beaumont Inglefield e di Edward Fitzmaurice Inglefield, ufficiale navale della Royal Navy (che divenne retroammiraglio), inventore del fermaglio Inglefield e Segretario dei Lloyd's di Londra.